# Бытковщина
Бытко́вщина (бел. Быткоўшчына) — деревня в Барановичском районе Брестской области Белоруссии. Входит в состав Городищенского сельсовета. Население — 3 человека (2023).

## География
Расположена в 32 км по автодорогам к северо-северо-востоку от центра Барановичей, на расстоянии 8,5 км по автодорогам к востоку-северо-востоку от центра сельсовета, городского посёлка Городище, на речке Сервечь. Есть кладбище.
На окраине деревни протекает левый приток Немана — река Сервеч.

## История
В 1909 году — деревня Циринской волости Новогрудского уезда Минской губернии, 12 дворов.
После Рижского мирного договора 1921 года — в составе гмины Цирин Новогрудского повета Новогрудского воеводства Польши. 
С 1939 года — в БССР, в 1940–62 годах — в Городищенском районе Барановичской, с 1954 года Брестской области. Затем — в Барановичском районе.
В 2013 году передана из упразднённого Карчёвского сельсовета в Городищенский.

## Население
По состоянию на 1 января 2023 года в деревне проживало 3 человека в 2 хозяйствах, в том числе 0 моложе трудоспособного возраста, 1 — в трудоспособном возрасте и 2 — старше трудоспособного возраста. 
| Численность населения (по переписи) | Численность населения (по переписи) | Численность населения (по переписи) | Численность населения (по переписи) | Численность населения (по переписи) | Численность населения (по переписи) |
| 1909                                | 1921                                | 1959                                | 1999                                | 2009                                | 2019                                |
| ----------------------------------- | ----------------------------------- | ----------------------------------- | ----------------------------------- | ----------------------------------- | ----------------------------------- |
| 127                                 | ↘11                                 | ↗55                                 | ↘23                                 | ↘13                                 | ↘5                                  |

## Известные уроженцы
- Карпович, Анна Ивановна (1938—1981) — Герой Социалистического Труда.